# Динамо Сіті
«Динамо» (Тирана) — албанський футбольний клуб з Тирани, заснований 25 червня 1950. У цей час виступає в Суперлізі Албанії. У 1995—1997 роках клуб називався «Олімпік» (Тирана) (KS Olimpik Tiranë). Один з найтитулованіших клубів Албанії. 
Основні кольори клубу біло-сині. Домашні матчі проводить на стадіоні «Кемал Стафа», який вміщує 25 000 глядачів.

## Досягнення
- Чемпіон Албанії (18): 1950, 1951, 1952, 1953, 1955, 1956, 1960, 1966-67, 1972-73, 1974-75, 1975-76, 1976-77, 1979-80, 1985-86, 1989-90, 2001-02, 2007-08, 2009-10

- Володар Кубка Албанії (14): 1950, 1951, 1952, 1953, 1954, 1960, 1971, 1974, 1978, 1982, 1989, 1990, 2003, 2025

- Володар Суперкубка Албанії (2): 1989, 2008

## Попередня емблема

## Виступи в єврокубках
| Сезон   | Змагання                     | Раунд | Країна               | Клуб               | Вдома  | На виїзді |  |
| 1971–72 | Кубок володарів кубків       | 1Р    | Австрія              | Аустрія Відень     | 1–1    | 0–1       |  |
| 1980–81 | Кубок Європейських чемпіонів | 1Р    | Нідерланди           | Аякс               | 0–2    | 0–1       |  |
| 1981–82 | Кубок УЄФА                   | 1Р    | НДР                  | Карл Цейс          | 1–0    | 0–4       |  |
| 1982–83 | Кубок володарів кубків       | 1Р    | Шотландія            | Абердин            | 0–0    | 0–1       |  |
| 1985–86 | Кубок УЄФА                   | 1Р    | Мальта               | Хамрун Спартанс    | 1–0    | 0–0       |  |
|         |                              | 2Р    | Португалія           | Спортінг           | 0–0    | 0–1       |  |
| 1986–87 | Кубок Європейських чемпіонів | 1Р    | Туреччина            | Бешикташ           | 0–1    | 0–2       |  |
| 1989–90 | Кубок володарів кубків       | КР    | Болгарія             | Чорноморець Бургас | 4–0    | 1–3       |  |
|         |                              | 1Р    | Румунія              | Динамо Бухарест    | 1–0    | 0–2       |  |
| 1990–91 | Кубок Європейських чемпіонів | 1Р    | Франція              | Марсель            | 0–0    | 1–5       |  |
| 2001–02 | Кубок УЄФА                   | 1КР   | Румунія              | Динамо Бухарест    | 1–3    | 0–1       |  |
| 2002–03 | Ліга чемпіонів               | 1КР   | Литва                | Каунас             | 0–0    | 3–2       |  |
|         |                              | 2КР   | Данія                | Брондбю            | 0–4    | 0–1       |  |
| 2003–04 | Кубок УЄФА                   | КР    | Бельгія              | Локерен            | 0–4    | 1–3       |  |
| 2004–05 | Кубок УЄФА                   | 1КР   | Румунія              | Оцелул             | 1–4    | 0–4       |  |
| 2005    | Кубок Інтертото              | 1Р    | Хорватія             | Вартекс            | 2–1    | 1–4       |  |
| 2006–07 | Кубок УЄФА                   | 1КР   | Болгарія             | ЦСКА Софія         | 0–1    | 1–4       |  |
| 2008–09 | Ліга чемпіонів               | 1КР   | Боснія і Герцеговина | Модрича            | 0–2    | 1–2       |  |
| 2009–10 | Ліга Європи                  | 1КР   | Фінляндія            | Лахті              | 2–0    | 1–4       |  |
| 2010–11 | Ліга чемпіонів               | 2КР   | Молдова              | Шериф              | 1–0    | 1–3       |  |
| 2025–26 | Ліга конференцій             | 2КР   | Андорра              | Атлетік Ескальдес  | 1–1    | 2–1       |  |
| 2025–26 | Ліга конференцій             | 3КР   | Хорватія             | Хайдук (Спліт)     | 3–1 дч | 1–2       |  |
| 2025–26 | Ліга конференцій             | ПЛР   | Польща               | Ягеллонія          |        |           |  |

- КР = Кваліфікаційний раунд
- 1Р = Перший раунд
- 2Р = Другий раунд

## Відомі футболісти
- Перо Пеїч